# Gustave Doré
Paul Gustave Doré (Straatsburg, 6 januari 1832 – Parijs, 23 januari 1883) was een Frans beeldend kunstenaar, graveur en illustrator.

## Levensloop
Hij werd geboren in Straatsburg en publiceerde zijn eerste geïllustreerde verhaal op zijn vijftiende. Hij werd een boekenillustrator in Parijs, waar hij onder andere de werken van Rabelais, Balzac en Dante van tekeningen voorzag. In 1853 werd hij gevraagd om de werken van Lord Byron te illustreren. Dit werd gevolgd door ander werk voor Britse uitgevers, waaronder een nieuwe geïllustreerde Engelse Bijbel. Hij illustreerde ook een grote uitgave van The Raven van Edgar Allan Poe.

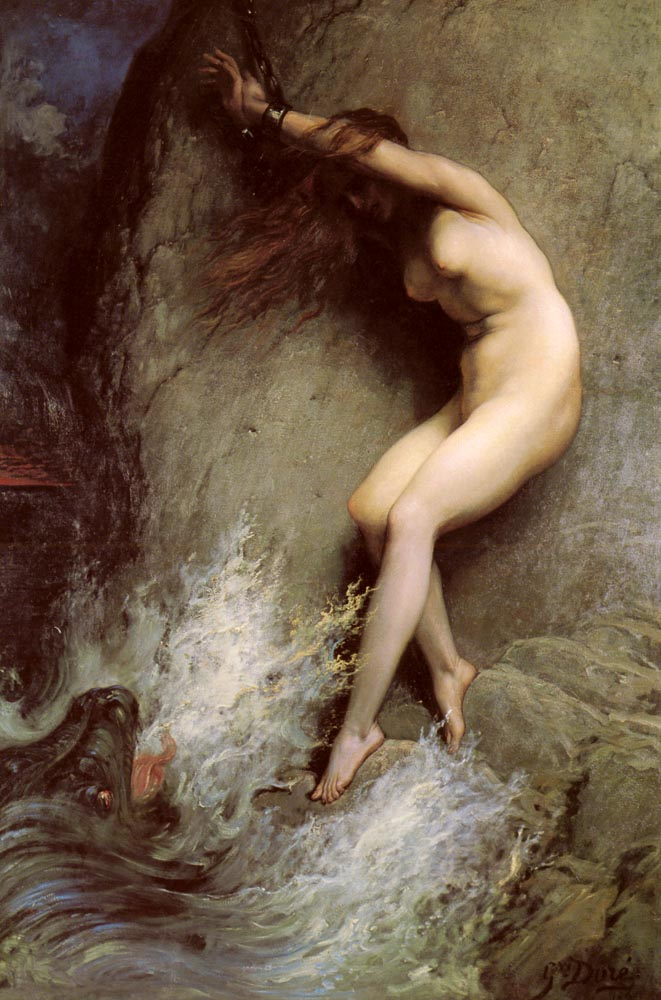
Andromeda geketend aan een rots, door Gustave Doré

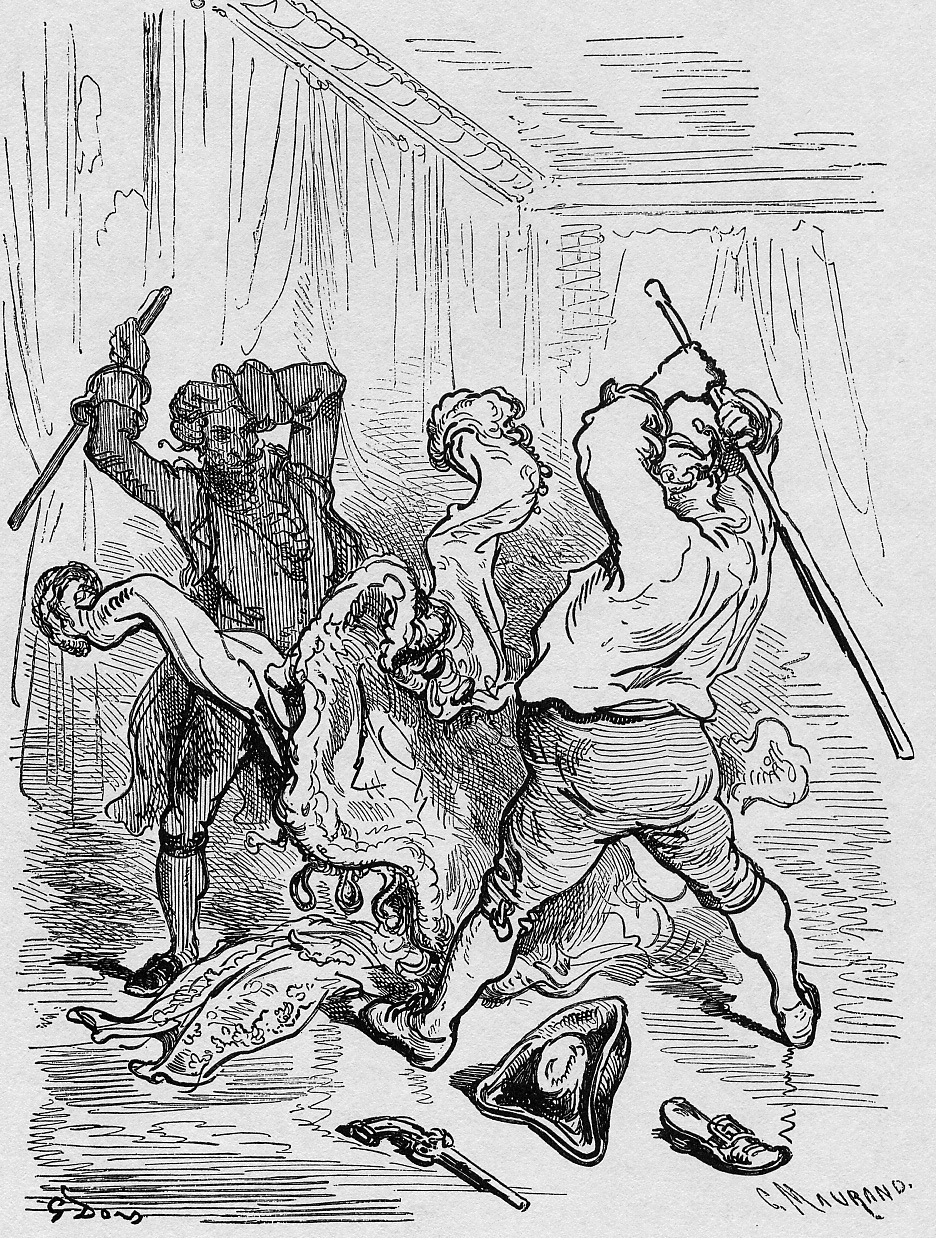
Baron von Münchhausen door Gustave Doré (1862)

De Engelse Bijbel van Doré (1865) was een groot succes, en in 1867 hield hij een belangrijke tentoonstelling van zijn werk in Londen. Dit leidde tot de stichting van de Doré Gallery in New Bond Street.
In 1869 stelde Blanchard Jerrold, de zoon van Douglas William Jerrold, voor om samen te werken bij het maken van een uitvoerig portret van Londen. Jerrold kwam op dit idee aan de hand van The Microcosm of London die door Rudolph Ackermann, William Pyne en Thomas Rowlandson was gemaakt in 1808.
Doré tekende voor een project van vijf jaar met uitgever Grant & Co, hetgeen betekende dat hij drie maanden per jaar in Londen zou verblijven. Hij kreeg een enorme som geld (£ 10 000 per jaar) voor zijn werk. Het boek London: A Pilgrimage (Londen: Een bedevaart), met 180 gravures, werd gepubliceerd in 1872.
Hoewel dit boek een commercieel succes was, hielden niet veel critici van het werk. Verscheidene critici schenen het vervelend te vinden dat Doré de armoede in Londen blootlegde in zijn werk. Hij werd beschuldigd dat hij scènes verzon in plaats van de werkelijkheid af te beelden.
Londen: A Pilgrimage was een financieel succes en Doré ontving opdrachten van andere Britse uitgevers. Zijn latere werk omvatte Paradise Lost van Milton, Idylls of the King van Alfred Tennyson, The Works of Thomas Hood en de De goddelijke komedie. Zijn werk verscheen ook in Illustrated London News. Doré bleef boeken illustreren tot zijn dood in Parijs in 1883. Hij werd begraven op de begraafplaats Père-Lachaise.